# 渡辺政仁
渡辺 政仁（わたなべ まさひと、1967年7月14日 - ）は、大阪府豊中市出身の元プロ野球選手（投手→外野手）。左投左打。

## 来歴・人物
北陽高時代には、同学年の桑田真澄と3年春の府大会決勝で対戦して敗れたが、その試合ではともに登板せず、渡辺は4番・左翼手で、桑田も5番・左翼手で出場した。1985年のプロ野球ドラフト会議で読売ジャイアンツから3位指名を受け入団。
プロ2年目の1987年は、MiLBの1A マイアミ・マーリンズに野球留学した。
素質は桑田以上と評されることもあったが、肩と肘の手術を経験するなど満足に投げられないことが多かった。それでも、年間を通し出場した年は二軍でエース級の活躍をし、1990年に二軍で最高勝率、1993年には二軍で最多勝を獲得するなど期待されたが、翌1994年は手術とリハビリで二軍でも出場なしに終わり、結局投手として一軍に昇格することはなかった。
プロ入り10年目となる1995年に外野手に転向し、いきなりイースタン4位となる打率3割1厘をマークし、最終的に野手転向後6年間でイースタンでシーズン2桁本塁打を4回記録するなど、打撃でも非凡なセンスを見せつけた。プロ野球最遅となる入団12年目の1997年に一軍デビューを果たすも、代打で3打席連続三振を喫するなど一軍投手の球には対応できなかった。2000年限りで現役を引退。主に二軍での出場でありながら、15年間も現役選手として在籍した稀有な選手として知られた。
以降は巨人のスカウトを務め、2023年時点でもその職にあった。2014年秋のドラフトでは智辯学園高等学校の岡本和真を担当しており、同年に開催されたAAAアジア野球選手権大会にて岡本が木製バットを使って打った打球を見た渡辺は毎年出てくるようなバッターではないと確信。将来的にホームランを30本打てるのかと原辰徳監督より問われた際には必ず打てると返答、巨人は岡本をドラフト1位単独指名で獲得した。渡辺の読み通り、岡本は2018年シーズンにホームラン30本を達成し、2024年現在で30本超えを6シーズン記録している。

## 詳細情報

### 年度別打撃成績
| 年 度     | 球 団     | 試 合 | 打 席 | 打 数 | 得 点 | 安 打 | 二 塁 打 | 三 塁 打 | 本 塁 打 | 塁 打 | 打 点 | 盗 塁 | 盗 塁 死 | 犠 打 | 犠 飛 | 四 球 | 敬 遠 | 死 球 | 三 振 | 併 殺 打 | 打 率 | 出 塁 率 | 長 打 率 | O P S |
| --------- | --------- | ----- | ----- | ----- | ----- | ----- | -------- | -------- | -------- | ----- | ----- | ----- | -------- | ----- | ----- | ----- | ----- | ----- | ----- | -------- | ----- | -------- | -------- | ----- |
| 1997      | 巨人      | 9     | 15    | 15    | 1     | 3     | 1        | 0        | 0        | 4     | 0     | 0     | 0        | 0     | 0     | 0     | 0     | 0     | 4     | 0        | .200  | .200     | .267     | .467  |
| 1999      | 巨人      | 2     | 1     | 1     | 0     | 0     | 0        | 0        | 0        | 0     | 0     | 0     | 0        | 0     | 0     | 0     | 0     | 0     | 0     | 0        | .000  | .000     | .000     | .000  |
| 2000      | 巨人      | 2     | 2     | 2     | 0     | 0     | 0        | 0        | 0        | 0     | 0     | 0     | 0        | 0     | 0     | 0     | 0     | 0     | 0     | 0        | .000  | .000     | .000     | .000  |
| 通算：3年 | 通算：3年 | 13    | 18    | 18    | 1     | 3     | 1        | 0        | 0        | 4     | 0     | 0     | 0        | 0     | 0     | 0     | 0     | 0     | 4     | 0        | .167  | .167     | .222     | .389  |

### 記録
- 初出場：1997年9月17日、対横浜ベイスターズ26回戦（横浜スタジアム）、6回表に桑田真澄の代打で出場
- 初打席：同上、6回表に五十嵐英樹から三振
- 初安打：1997年9月24日、対阪神タイガース27回戦（阪神甲子園球場）、9回表に河原純一の代打で出場、川尻哲郎から右前安打
- 初先発出場：1997年10月3日、対中日ドラゴンズ27回戦（ナゴヤドーム）、7番・左翼手として先発出場

### 背番号
- 35（1986年 - 1988年）
- 65（1989年 - 2000年）